# クライヴ・グリーンスミス
クライヴ・グリーンスミス(Clive Greensmith)は、イギリスのチェロ奏者。サンフランシスコ音楽院教授を経て、マンハッタン音楽学校、イェール大学音楽院教授。

## 経歴
マンチェスターのロイヤル・ノーザン音楽カレッジを卒業後、ロンドンのロイヤル・フィルハーモニー管弦楽団の首席チェリストを務める傍ら、フィルハーモニア管弦楽団やイギリス室内管弦楽団、RAI国立交響楽団などの客演首席チェリストとして活躍。多くの国際音楽祭に頻繁に出演し、アンドラーシュ・シフ、ブルーノ・カニーノ、五嶋みどり等と共演。
1999年に脱退した原田禎夫の次のチェリストとして、2000年より東京クヮルテットに加入。入団しての感想を問われて、「カルテットでは各メンバーが曲の解釈のあらゆる面に対して責任を負いますから、何事もおろそかにできない。入団したてのころは、コンサートで演奏するのにこんなに集中力がいるのか、と驚きましたよ」答えている。
また2009年9月には、結成40周年を迎えた東京クヮルテットの一員として、「それぞれ異なる経歴を持ったメンバーが集まって、ここまで続いてきた伝統を重んじ、未来へ目を向けていく。これは大切なことですよね。40周年を迎えても自分たちがいまだに新たな試みを続け、関心を持ってもらえる存在であることをうれしく思います」とコメントした。